# Robert Hermann
Robert Hermann (1869–1912) a fost un compozitor romantic elvețian, născut la Berna. Inițial a studiat medicina la Geneva, apoi, încurajat de Edvard Grieg, s-a dedicat exclusiv muzicii. A studiat la Conservatorul din Frankfurt în 1891, iar între anii 1893-94 a fost elevul lui Engelbert Humperdinck. În 1895, Orchestra Filarmonică din Berlin i-a interpretat în premieră Simfonia nr. 1 în do major, publicată de Friedrich Hofmeister în 1896, la Leipzig.
Și-a petrecut cea mai mare parte din activitate în Germania.

## Opera
- 12 Lieduri pe versuri de Heinrich Heine, op. 1 (1893)
- 5 piese pentru pian, op. 2 (1895)
- Romanță și scherzino pentru vioară și pian, op. 3 (1895)
- Uvertura de concert, op. 4 (1895)[2]
- 6 Lieduri pe versuri de Heinrich Heine, op. 5 (1895)
- Trio pentru pian, vioară și violoncel în re minor, op. 6 (1895)[3]
- Simfonia nr. 1 în do major, op. 7 (1895)
- 5 Lieduri pe versuri de Heinrich Heine, op. 8
- Cvartetul pentru pian, vioară, violă și violoncel în fa minor, op. 9 (1901)[4]
- Mici variațiuni pentru vioară și pian & Berceuse pentru corn și coarde sau pentru violoncel și pian, op. 10
- Simfonia nr. 2 în si minor, op. 11 (1905)
- Suita în do minor pentru pian, op. 12 (1905)
- Sonata pentru vioară și pian în do diez minor, op. 13 (1905)[5]

## Înregistrări
În 2009, casa de discuri Sterling Records a publicat înregistrările de studio ale celor două simfonii ale lui Hermann cu orchestra Württembergische Philharmonie Reutlingen, sub bagheta dirijorului Christopher Fifield.